# Dionysius Andrássy
Dionysius Stephan Georges Clement Graaf Andrássy van Csíkszentkirály en Krasznahorka (Krásnohorská Dlhá Lúka, °18 november 1835 - Palermo  † 23 februari 1913) was een Hongaarse edelman, kunstliefhebber,  beschermheer van kunsten, lid van de "Rijksdag" en voorzitter van de "Hongaarse Heraldische en Genealogische Vereniging".

## Biografie

### Afkomst
Dionysius werd geboren als oudste zoon van graaf György Andrássy  en diens vrouw Francisca von Königsegg-Aulendorf. De familie Andrássy was een oud Hongaars adellijk geslacht uit Transsylvanië, dat zich aan het begin van de 18e eeuw in twee lijnen splitste:
- enerzijds de oudere Betliar-lijn, en
- anderzijds de jongere monoki és hosszúréti ag-lijn (Krásna Hôrka-lijn), waarvan ook Dionysius deel uitmaakte.

### Jeugd
Dionysius verzette zich reeds op jonge leeftijd tegen de conservatieve opvoeding die destijds gangbaar was in aristocratische kringen. Het is bekend dat hij er dol op was om onder de dienaren van de heren te zijn en met de dorpsjongens te spelen. Toen hij in de jaren 1860 naar de Hongaarse hofkanselarij in Wenen werd gestuurd om het vak van diplomaat te leren, ontweek hij volledig het familietoezicht. Volgens de wens van zijn vader zou hij een diplomatieke carrière moeten nastreven, maar Dionysius had daar geen zin in, en had meer interesse voor literatuur en kunst, voornamelijk voor kunstschilderen. Evenmin wilde hij een deel van zijn leven als diplomaat in het buitenland doorbrengen.

### Huwelijk

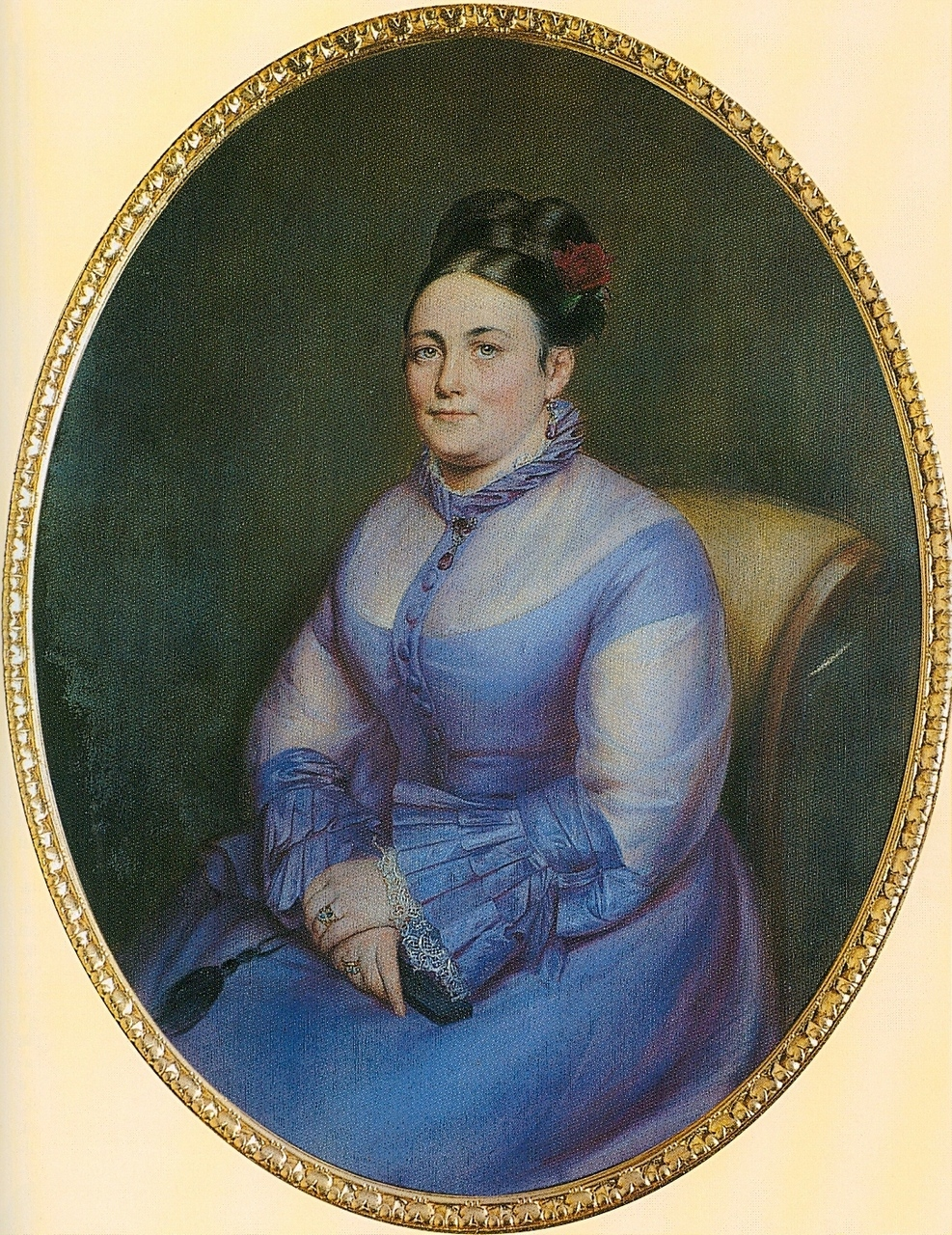
Franciska Hablawetz, echtgenote van Dionysius Andrássy.

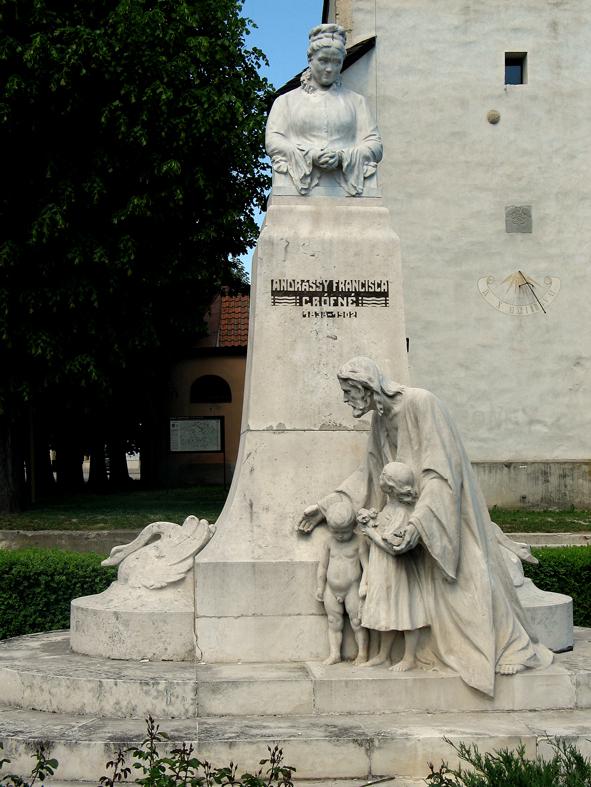
Beeldhouwwerk ter ere van Franziska Hablawetz op het Mijnwerkersplein in Rožňava.

Tijdens zijn verblijf in Wenen ontmoette hij zijn toekomstige vrouw, Franziska Hablawetz , die uit een middenklassegezin kwam. Ze was een dochter van de concertmeester van het Weense Staatsopera-orkest. Op 6 april 1866 trouwde hij met haar, in Pisa, tegen wil en dank van zijn ouders. Zijn vader onterfde hem vanwege dit morganatische huwelijk en stelde Dionysius' jongere broer, György Peter  aan, als erfgenaam en als heer van het landgoed. Dionysius en zijn echtgenote trokken zich daardoor volledig terug uit het openbare leven. Ze woonden geïsoleerd in hun villa's in Döbling, Graz of München. Ze bezochten Hongarije zelden. Hij was slechts één keer met zijn vrouw op het landgoed van zijn herkomst om haar de plaats van zijn jeugd te tonen.
Nadat de jongere broer in 1881 ongehuwd stierf, erfde Dionysius toch het enorme familiefortuin.
Het echtpaar gebruikte grote delen van het vermogen, dat Andrássy vanuit het buitenland beheerde, voor goede doelen. Religieuze, culturele en charitatieve instellingen werden actief gesteund. De bouw van talloze kerken, weeshuizen, scholen en ziekenhuizen werd gefinancierd door Andrássy.
Na een gelukkig maar kinderloos huwelijk dat 36 jaar duurde, stierf Franziska in 1902 in München. Haar echtgenoot was diepbedroefd en reisde voortaan alleen de wereld rond. Hij besloot in Krásnohorské Podhradie voor zijn wederhelft een mausoleum van wit Carrara-marmer (in Byzantijnse stijl) te bouwen. Hij legde zelf de eerste steen en begeleidde persoonlijk de bouw. Toen het mausoleum in 1904 voltooid was, liet hij het stoffelijk overschot van zijn echtgenote uit München overbrengen. Hij liet speciaal een lijkwagen maken die de kist overbracht van het spoorwegstation naar het mausoleum waar Franziska herbegraven werd.
Dionysius Andrássy bleef naderhand liefdadigheidswerk verrichten.
Ter ere van zijn overleden vrouw liet hij postuum talrijke schilderijen en kunstvoorwerpen naar het kasteel Krásna Hôrka brengen om er het familiaal museum te documenteren en er een specifiek herdenkingsmuseum voor zijn eega te ontwikkelen.

### Overlijden
Dionysius Andrássy stierf op 23 februari 1913 in Palermo. Zijn stoffelijk overschot werd naar zijn vaderland teruggebracht en hij werd in het mausoleum naast zijn vrouw begraven.

## Eerbetoon
- In 1906 werd Dionysius Andrássy benoemd als lid van de Hongaarse Academie van Wetenschappen.
- In Döbling (in het 19e district van Wenen) is de Dionysius-Andrássy-Strasse naar hem en naar zijn vrouw Franziska genoemd.
- In de Slowaakse stad Rožňava, op het Mijnwerkersplein "Námestie banikov", op enkele kilometers afstand van het mausoleum, werd door de plaatselijke bevolking een standbeeld opgericht ter ere van Dionysius' echtgenote. Dit beeldhouwwerk dat de weldoenster Franziska Hablawetz voorstelt, is het oeuvre van János Horvay (°1874 - †1944).

## Illustraties

Mausoleum Hablawetz-Andrássy in Krásnohorské Podhradie
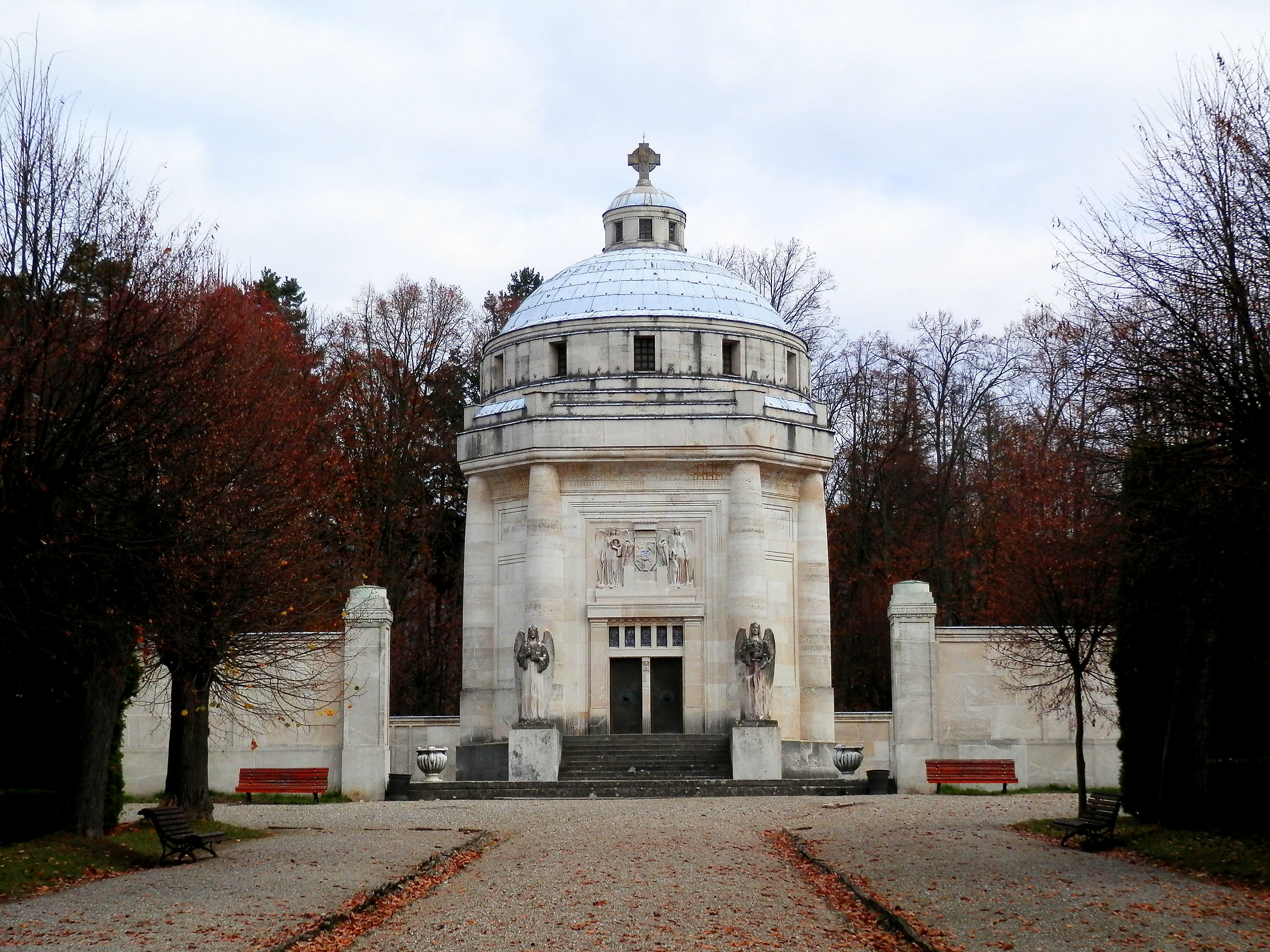
Mausoleum in wit Carrara-marmer voor Franziska Hablawetz.
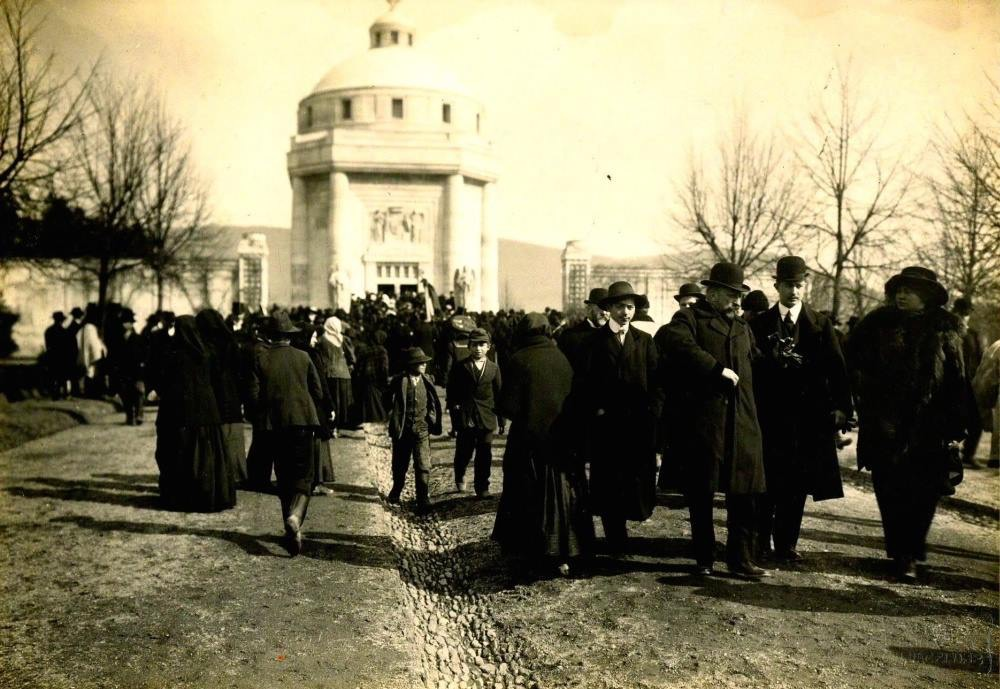
8 maart 1913. Bijzetting van Dionysius Andrássy bij zijn eega.
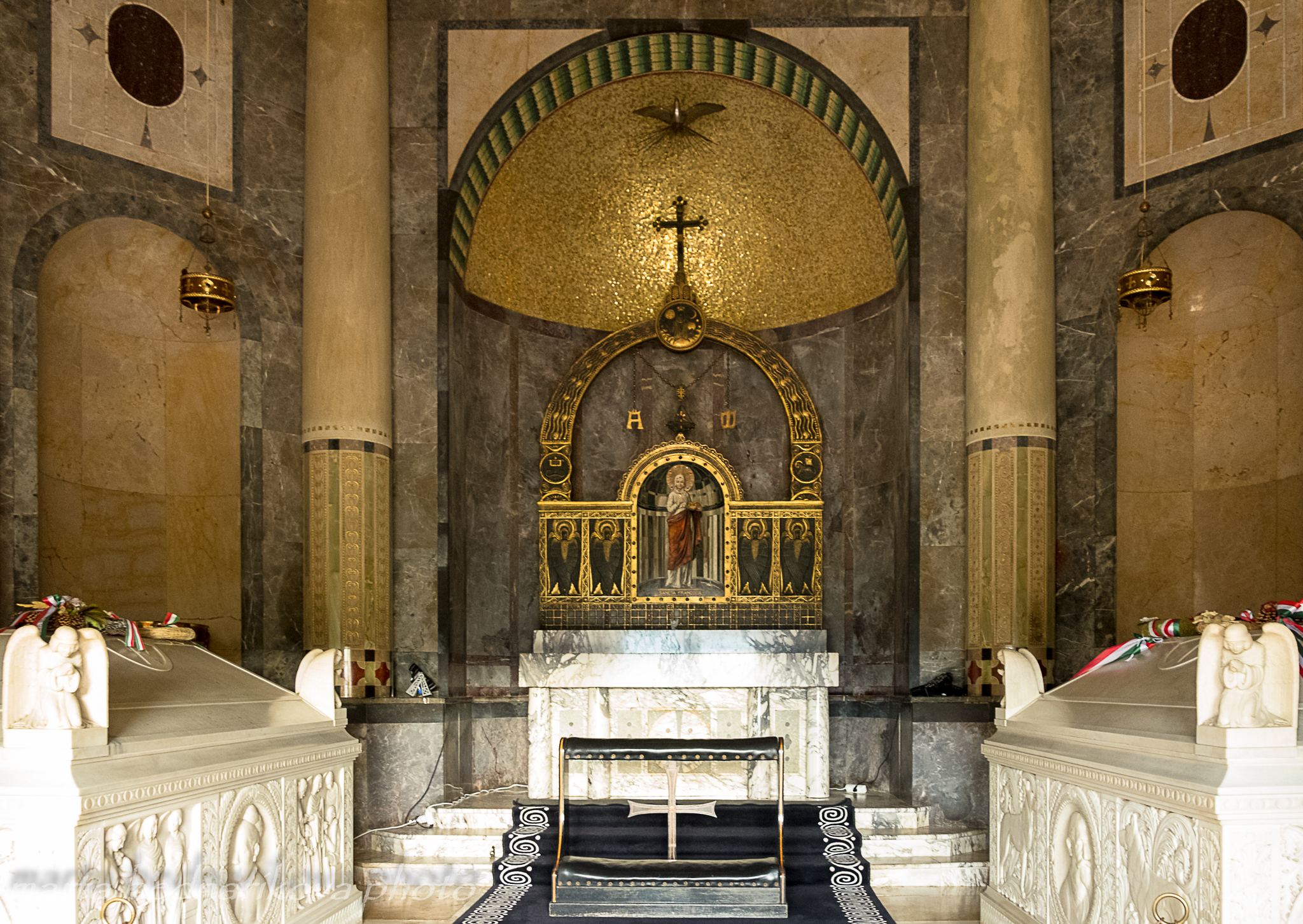
Interieur. De kist van Franziska Hablawetz naast die van Dionysius Andrássy.
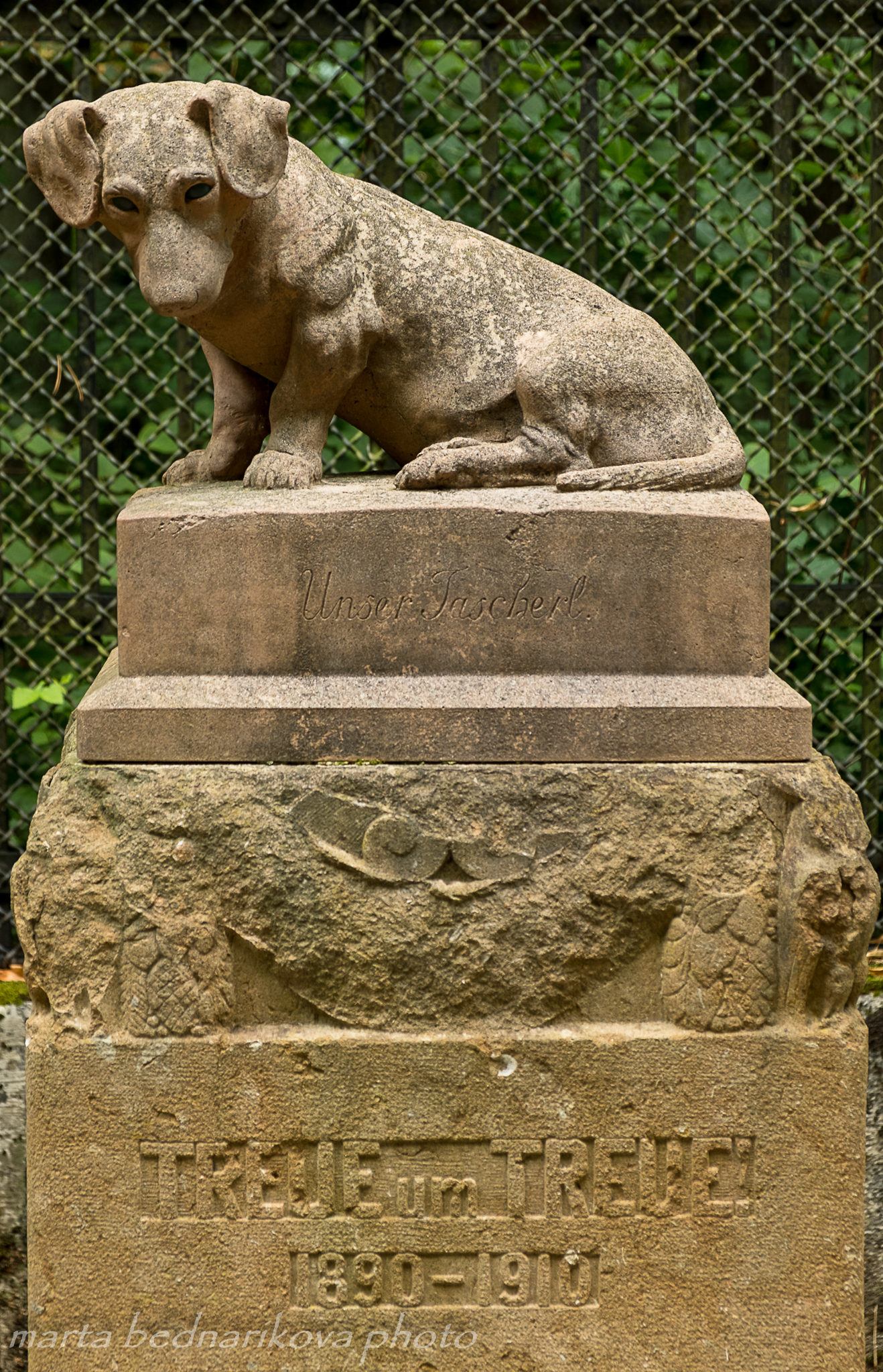
Standbeeld voor het familiehondje Unser Pascherl (1890-1910). Treue um Treue.